# Vincenzo Carafa

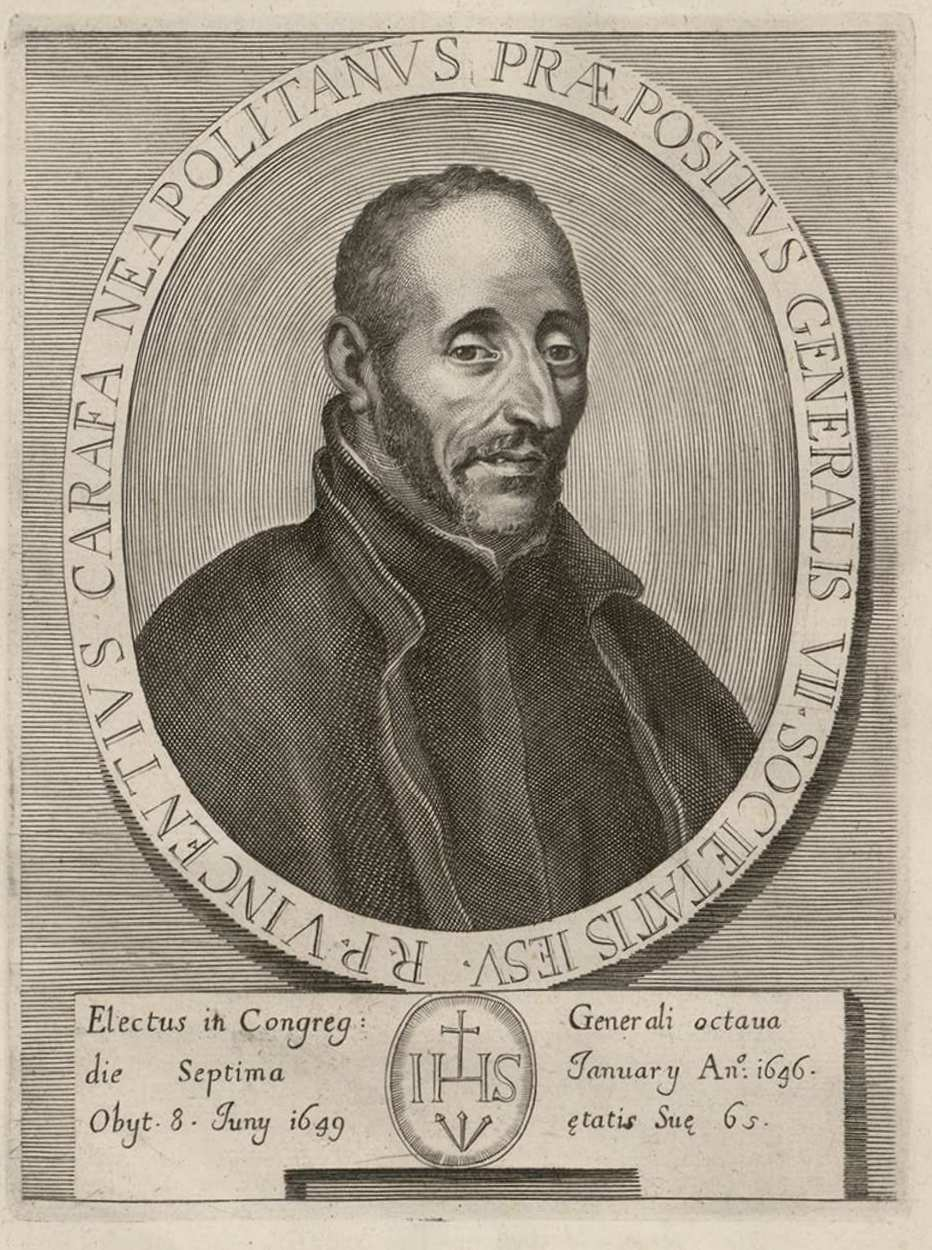
Vincenzo Carafa

Vincenzo Carafa of Caraffa (Andria, 5 mei 1585 – Rome, 6 juni 1649) was generaal-overste van de Jezuïetenorde (1646-1649) en auteur van meerdere werken over ascese.

## Levensloop
Carafa was afkomstig van een Napolitaanse vooraanstaande familie; de familie Carafa kende meerdere prelaten alsook paus Paulus IV was een familielid. Hij was de zoon van Fabrizio Carafa, hertog van Andria, en van Maria Maddalena di Stigliano. Na school gelopen te hebben bij de Jezuïeten van Napels, trad hij toe tot de Orde der Jezuïeten (1604). Hij werd priester in 1613 en novicemeester van 1622 tot 1627. Tevens gaf hij aan de novicen les in filosofie. In Napels richtte hij een congregatie van edellieden op die zich bezig hield met liefdadigheid.
Vervolgens werd hij bevorderd tot provinciaal van de Orde der Jezuïeten in het koninkrijk Napels en in 1646 verkozen tot generaal-overste van de Jezuïeten wereldwijd. Dit bleef hij tot zijn dood. Tijdens dit ambt had hij te maken met het begin van het Jansenisme, de ruzie met Palafox, bisschop van Puebla, en met een Franse Jezuïet die openlijk koos voor het Calvinisme. In 1649 verbleef hij in Rome. De pest brak uit en hij geraakte snel besmet. Korte tijd later stierf hij aan de pest.

## Werken
Zijn pseudoniem was Luigi Sidereo, of in het Latijn Aloysius Sidereus. Zijn werken hadden als onderwerp de ascese. Hierover schreef hij mystieke beschouwingen. Zijn meest bekende werken zijn getiteld Cammino del Cielo, Cittadino del Cielo, Il Peregrino della terra, Idea Christiani hominis en Il Serafino. De boeken dateren van voor zijn verkiezing tot generaal-overste. Met sommige van zijn boeken kreeg hij last met de Roomse Kerk, die ermee dreigde zijn werken op de Index van Verboden Boeken te plaatsen. 
Als generaal-overste schreef hij enkel een herderlijke brief: De mediis conservandi primaevum spiritum Societatis. In het Nederlands: Over de middelen om de oorspronkelijke geest van de Sociëteit (Orde der Jezuïeten) te bewaren.
- Biblioteca Nacional de España: XX5756737
- Bibliothèque nationale de France: cb10429254x (data)
- Catàleg d'autoritats de noms i títols de Catalunya: 981058515610006706
- Gemeinsame Normdatei: 128446838
- International Standard Name Identifier: 0000 0001 1062 9978
- Library of Congress Control Number: nr96045003
- Nationale Bibliotheek van Tsjechië: mzk2003197453
- Nationale bibliotheek van Australië: 61541062
- Nederlandse Thesaurus van Auteursnamen: 072042931
- Istituto Centrale per il Catalogo Unico: TO0V390463
- SNAC: w6vq370v
- Système universitaire de documentation: 171934172
- Trove: 1842989
- Virtual International Authority File: 54136949
- WorldCat: E39PBJvXg6RMWhMGcDxJCXmGHC